# Callisia gentlei
Callisia gentlei là một loài thực vật có hoa trong họ Commelinaceae. Loài này được Matuda mô tả khoa học đầu tiên năm 1954.